# Gyalpo Pehar

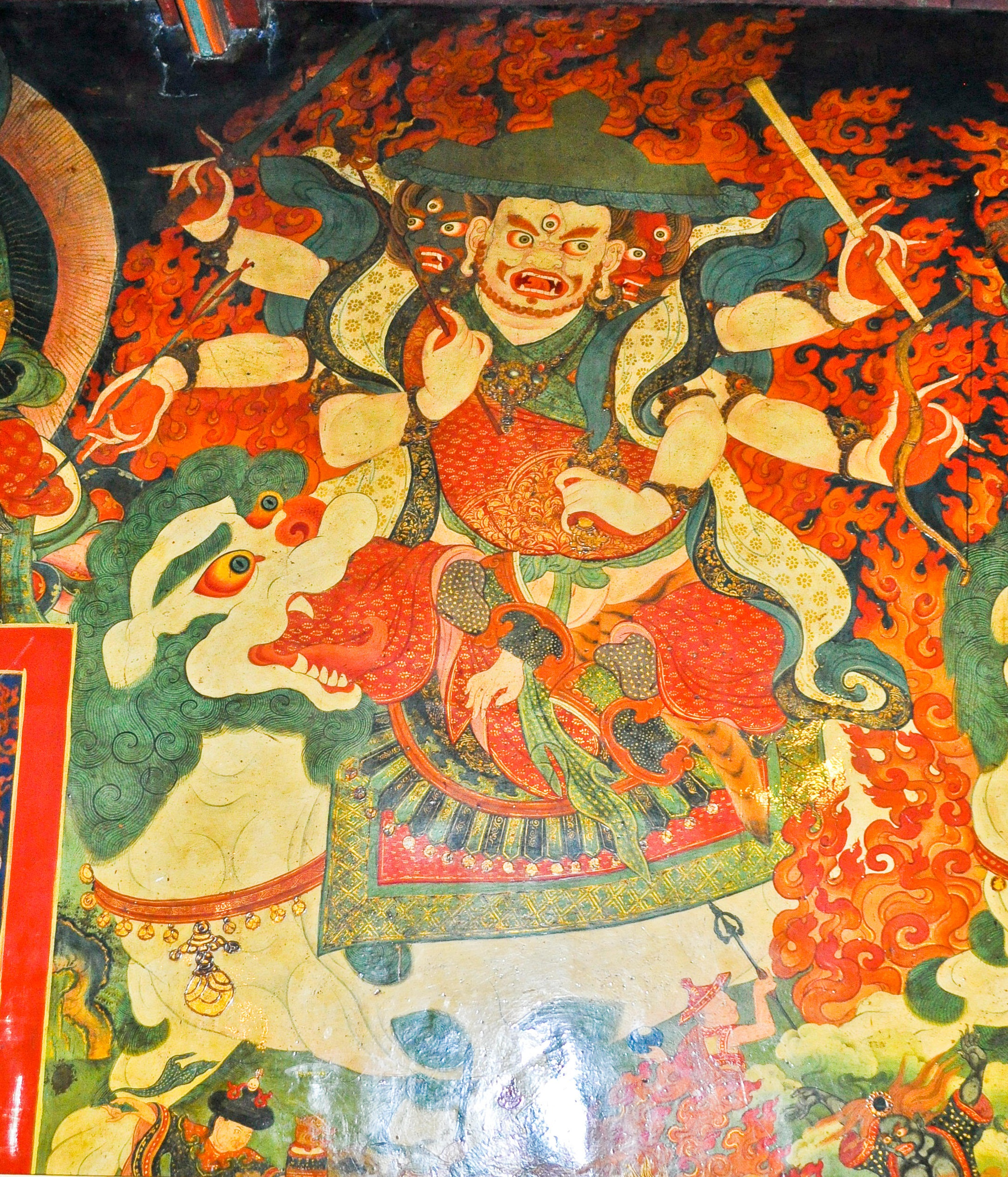
Avbildning av Pehar vid Nechung-klostret.

I tibetansk buddhism och bon är Gyalpo Pehar (Wylie: rgyal po dpe har) en ande som tillhör gyalpo-klassen. När Padmasambhava kom till Tibet under 700-talet, tvingade han alla gyalpo-andar att lyda Gyalpo Pehar, som lovade att inte skada några medvetna varelser. Han blev den styrande skyddsanden för klostret Samye som byggdes vid denna tid. Vissa tibetaner tror att han ibland går in i kroppen av ett medium och agerar som ett orakel.